# Нацулі
Нацулі (груз. ნაცული) — село в Грузії.
За даними перепису населення 2014 року в селі проживає 61 особа.